# 少年班 (中国科学技术大学)
少年班是针对早慧少年的一种特殊教育模式。1978年，在诺贝尔奖获得者李政道的建议下，中国科学技术大学创建了少年班，邓小平支持少年班的开办。
每年招收新生40人左右。

## 历史
1977年12月中科大招收了第一期少年班21名少年大学生。于1978年3月8日，举行了第一期少年班开学典礼。少年班创办的消息甫一传出，引发海内外的广泛瞩目。对于刚刚经历十年浩劫，曾一度被“读书无用论”所误导，急于找回失去的时间的国人来说，以“神童”宁铂为代表的少年班的出现，无疑是那个年代上演的最振奋人心的“青春励志大片”。
1978年3月18天，全国科学大会召开。邓小平同志在开幕式上做了重要讲话，指出“在人才的问题上，要特别强调一下，必须打破常规去发现、选拔和培养杰出的人才”这次大会讲的打破常规，可以说是中国科大少年班的最直接写照。
1983年12月28日，邓小平说：“科大少年班可以搞。”并作出了批示，要求有关领导落实。
1984年5月28日，中国科大作出了“关于办好少年班计算机软件专业的几项规定”。同年9月5日，少年班正式开办计算机软件专业，有23名学生就读。
1985年，中国科学技术大学仿照少年班模式开办了“教学改革试点班”（简称试点班，又称零零班）。
1986年基本形成高考初试、复试录取的模式。
1994年开始全面实行早期科研实践、大学生研究计划。
2004年开始全面实行4~6年弹性学制和个性化学习计划。
2008年，少年班与微尺度物质科学国家实验室联合办学，“少年班--交叉学科人才培养模式创新试验区”项目在中科大少年班30年庆典大会上正式揭牌。此举意味着中科大“超常少年”教育模式已经得到了国家的认可。
截至2017年，中科大少年班（含零零班）共招收2412人，毕业1879人，其中少年班招收1261人，毕业1070人，零零班招收1151人，毕业809人。

## 著名人物
- 张亚勤 - 中国科大78级少年班毕业生，宁铂同班同学，曾任微软公司全球资深副总裁兼微软亚太研发集团主席，2014年9月加盟百度公司，任总裁，负责新兴业务。
- 郭元林 - 中国科大78级少年班毕业生，清华紫光(集团)总公司总裁。
- 宁铂 - 中国科大78级少年班毕业生，本科毕业后留校任教，是当时中国最年轻的讲师，后专注于佛学和中国国学。
- 曹辉宁 - 中国科大79级少年班毕业生，长江商学院教授，金融中心主任，美国财务学会会员，著名金融学家。
- 钟扬 - 中国科大79级少年班毕业生，植物学家，复旦大学研究生院院长。曾经援藏16年，也将红树林引入上海市。2017年9月25日因车祸不幸逝世，终年53岁。
- 骆利群 - 中国科大81级少年班毕业生，斯坦福大学教授，HHMI研究员，美国艺术与科学院（AAAS）院士，美国国家科学院（NAS）院士。
- 陈晓薇 - 中国科大83级少年班毕业生，前中华网总经理，第九城市原总裁，后离职加盟娱乐公司橙天嘉禾。她是当今中国商界的女强人之一。2011年5月3日有消息称，陈晓薇已出任澳大利亚电讯中国CEO。
- 朱长虹 - 中国科大85级少年班毕业生，他在PIMCO负责管理230亿美元规模“绝对回报策略”的对冲基金系列，2009年回国任中国外管局储备管理司首席投资长，帮助管理中国数万亿美元的外汇储备，成为全球最大的基金管理人。
- 马东敏 - 中国科大85级少年班毕业生，百度联合创始人，入围2014胡润女富豪榜，以225亿财富值排名第五。
- 孔庆影 - 中国科大85级少年班毕业生，曾任中金首席策略师，现任英国石油公司东半球CEO。
- 杜江峰 - 中国科大85级少年班毕业生，2012年，中国科技大学杜江峰教授的《基于核自旋的量子计算研究》获国家自然科学奖二等奖（一等奖空缺）。2015年当选为中国科学院院士。2017年1月，杜江峰被评为2016年度最具影响力的十大“科技创新人物”。
- 庄小威 - 中国科大87级少年班毕业生，哈佛大学教授、麦克阿瑟天才奖获得者、HHMI研究员，美国国家科学院（NAS）院士。
- 邵中 - 中国科大88级少年班毕业生，耶鲁大学计算机教授，12岁考入科大少年班，23岁获得普林斯顿大学博士学位后执教于耶鲁大学计算机系，28岁晋升终身教职。
- 李巨 - 中国科大90级少年班毕业生，2000年于麻省理工学院(MIT)获博士学位，其后在MIT从事博士后研究，2002-2007年任俄亥俄州立大学助理教授，2007-2011年任宾夕法尼亚大学副教授，2011年被MIT核科学与工程系及材料科学与工程系联合聘为正教授。
- 蔡天西 - 中国科大91级少年班毕业生，14岁考进中科大少年班, 是温州市有名的“博士之家”里的小女儿。 2012年成为哈佛大学正教授。
- 尹希 - 中国科大96级少年班毕业生，12岁考进中科大少年班, 2015年9月成为哈佛大学历史上最年轻的华人正教授。
- 曹原 - 中国科大10级少年班毕业生，2018年入选《自然》杂志“2018年度科学人物”并位列榜首。2020年获麻省理工学院(MIT)博士学位，目前在MIT继续从事博士后研究工作，主要研究领域为二维材料的输运性质。

## 评价

### 正面
根据中国科大官方的统计，少年班九成以上毕业生获得了博士或硕士学位。截止2013年，中科大少年班走出202位教授，其中106人美国任教。有观点认为媒体的过分关注，动辄以“神童”相称是导致少年班出现部分问题的原因之一。后中科大校方严格控制媒体接触在读少年班学生。
少年班很多毕业生表示这种早慧教育模式确实适应自己，相当数量的早慧学生适应这种教育模式。
1985年，中国科大在总结和吸收少年班办学成功经验的基础上，又针对高考成绩优异的学生，仿照少年班模式开办了“教学改革试点班”（简称试点班，又称零零班），两类学生由少年班管理委员会统一管理。在2008年少年班创办30周年之际，中国科大将原少年班管委会（系级建制）升格为少年班学院。
2010年，中国科大秉承少年班的核心培养理念和目标，运用少年班的教育教学管理模式，为加快拔尖创新人才的选拔培养，在少年班三十余年教育改革成果的基础上，放宽年龄限制、创新招生选拔模式，开办“创新试点班”。

### 负面
不少人认为少年班是“揠苗助长”，不利于青少年成长。宁铂、谢彦波、干政在媒体报道少年班负面新闻时经常被提及。
全国政协委员蔡自兴是少年班的著名反对者，多次在政协会议上提出停办少年班，但在中科大少年班成立30周年大会上，蔡自兴承认中科大少年班毕业生取得了辉煌的成果。